# Señoritas del pueblo
Señoritas del pueblo (en francés, Les Demoiselles de village) es una pintura al óleo sobre lienzo de 1852 de Gustave Courbet, ahora en el Museo Metropolitano de Arte, en Nueva York. Está firmado abajo a la izquierda en color naranja "G. Courbet".

## Descripción
En el centro, tres mujeres jóvenes paseando por el campo, modeladas por las tres hermanas de Courbet, Zoé, Zélie y Juliette, ofrecen algo de comer a una pastorcilla descalza. Una de las tres jóvenes vestidas de domingo sostiene una sombrilla contra el sol. Su perro se para detrás del trío, mirando a la derecha dos vacas que pastan detrás en un paisaje montañoso con afloramientos rocosos y un cielo azul soleado. El paisaje se basa en localizaciones reales cercanas a Ornans, el pueblo natal de Courbet, y fueron reutilizadas por él en otros paisajes con y sin figuras humanas. 

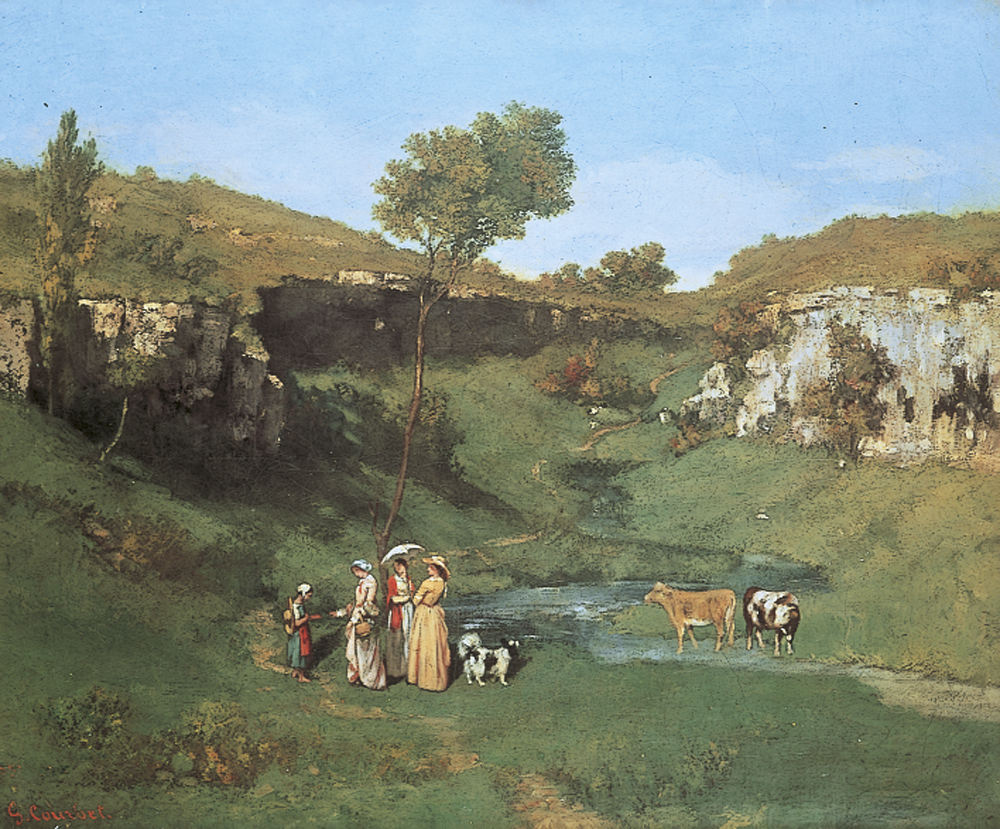
Señoritas del pueblo, 1851, Galería de Arte de Leeds.

En el boceto preparatorio de la obra (1851, Galería de Arte de Leeds), las mismas figuras se sitúan más atrás dentro de una composición más dominada por la vegetación y el paisaje que en la obra final. Posteriormente, el artista rediseñó la composición para un aguafuerte de 1862 publicado por Alfred Cadart y Jules Luquet con un uso diferente de la perspectiva 
El artista ya había pintado previamente a sus hermanas en Las tres hermanas, cuentos de la abuela Salvan (1846-1847, Curtis Galleries, Mineápolis).

## Historia
Courbet exhibió la obra por primera vez en el Salón de París en abril de 1852 con el título Las doncellas del pueblo dan limosna a una pastora de vacas en un valle cerca de Ornans. Inmediatamente fue comprada por el duque de Morny a pesar de la polémica del público y la prensa contra la obra; por ejemplo, el crítico de arte Théophile Gautier expresó sus reservas y sintió que el lienzo no estaba terminado, mientras que Gustave Planche, Eugène Loudun y Louis Énault sintieron que se burlaba de las reglas de la perspectiva en la pequeñez de las figuras en relación con las vacas; también sostuvieron que la representación de las mujeres jóvenes era "bastante fea" e "incongruentemente disminuida". La pintura se exhibió nuevamente en la Exposición universal de 1855, provocando aún más críticas, esta vez contra "esta representación de mujeres provincianas vestidas a la moda parisina" que provocaba malestar en sus espectadores. La pintura provocó tanta o incluso más discusión sobre Courbet que su Entierro en Ornans y, según Michael Fried, fue uno de sus "lienzos rupturistas" como parte de una estrategia deliberada para despertar el escándalo. 
La mala recepción de la obra se explica por el contexto social e histórico de finales de la Segunda República Francesa: el electorado rural ayudó a llevar al poder a Luis Napoleón Bonaparte como emperador y a mantenerlo en el poder, pero la pintura mostraba el Franco Condado una zona fuertemente republicana, y su realismo obligaba a los parisinos ricos a enfrentarse a las duras realidades del campo, en vez de mostrar el típico campo idealizado, tranquilo y pacífico, por tanto mostraba un enemigo potencial de los habitantes de las ciudades de clase media, enriquecidos por la revolución industrial traicionando su participación en la Revolución de 1848. Algunos vieron la pintura como el comienzo del compromiso político de Courbet, que se arraigó tanto en su ciudad natal como en su pintura de la lucha de clases, como se materializa en el tenso contacto visual entre el perrito faldero de las mujeres (que representa a la clase media arrogante) y las terneras jóvenes (símbolo del mundo campesino a punto de estallar en rebelión). Otros lo ven simplemente como una reutilización del viejo arquetipo filosófico de dar generosamente caridad a los pobres, aunque de una manera equilibrada y distanciada de las reglas estéticas católicas presentes en el trabajo de otros pintores, abandonando su alto nivel de acabado y sentimentalismo por el realzado del formato y línea.
La duquesa de Morny revendió la obra al hôtel Drouot en 1878 por 5000 francos. Llegó a Estados Unidos justo antes de 1901. La sucursal de Nueva York del marchante de arte Paul Durand-Ruel lo exhibió en junio de 1906 y, después de pasar por varias manos diferentes, Harry Payne Bingham lo ofreció a sus actuales propietarios en 1940.

## enlaces externos
- Descripción en el Museo Metropolitano de Arte

- Datos: Q19911495
- Multimedia: Young Ladies of the Village (40.175) by Gustave Courbet / Q19911495